# Franciszek Rupniewski
Franciszek Rupniewski herbu Szreniawa – sędzia ziemski sandomierski w latach 1782-1793, podczaszy wiślicki w latach 1779-1782, podstoli wiślicki w 1779 roku, cześnik wiślicki w latach 1776-1779, łowczy wiślicki w latach 1773-1776, wojski większy wiślicki w latach 1772-1773, starosta taborski.
Był komisarzem Sejmu Czteroletniego z powiatu wiślickiego województwa sandomierskiego do szacowania intrat dóbr ziemskich w 1789 roku. W 1790 roku był członkiem Komisji Porządkowej Cywilno-Wojskowej województwa sandomierskiego dla powiatów sandomierskiego i wiślickiego. 